# Kawa mokka

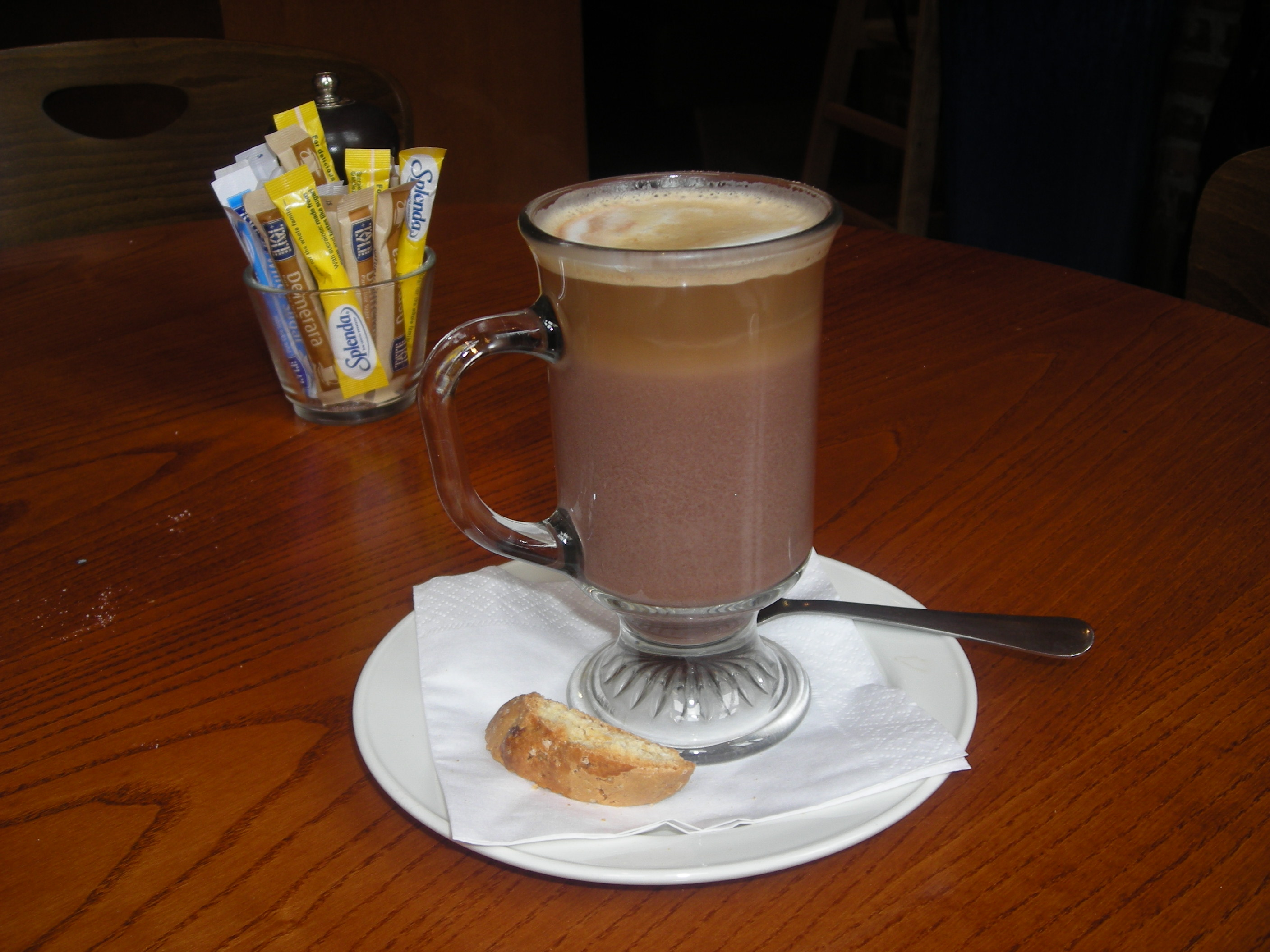
Mokka

Kawa mokka – jeden z wariantów kawy latte. Składa się z espresso, gorącego mleka oraz ciemnej lub mlecznej czekolady. W odróżnieniu od latte czy cappuccino kawa mokka nie zawiera piany. W zamian dodaje się bitą śmietanę i posypuje ją cynamonem lub kakao. Taką kawę serwuje się również czasami z kakao lub syropem czekoladowym. Istnieje wariant tej kawy, w którym zamiast ciemnej lub mlecznej czekolady dodaje się białą. Jest również odmiana zwana „zebrą”, do której dodaje się zarówno syrop z ciemniej, jak i z białej czekolady.
Przygotowanie: do wysokiej przezroczystej szklanki wlewa się espresso, a następnie czekoladę (może być w syropie lub w proszku, gorzka, mleczna lub biała) i miesza się składniki. Następnie wlewa się gorące mleko.
Nazwa „mokka” pochodzi od portu Mokka w Jemenie, skąd kiedyś sprowadzano kawę o czekoladowym smaku i zapachu.

## Składniki
- 4 łyżki ziaren kawy
- 4 łyżki cukru
- 2 łyżki kakao
- 66% szklanki mleka
- 1 łyżka cukru wanilinowego
- ewentualna dekoracja: bita śmietana.

## Odmiany
Mokka aksamitna – połączenie kawy z lodami. Serwuje się osobno kawę i osobno lody, a osoba pijąca sama polewa je kawą. Składniki: 3 gałki lodów, filiżanka kawy, bita śmietana.